# Palatul Fundațiunii Universitare „Regele Ferdinand I”
Palatul Fundațiunii Universitare „Regele Ferdinand I”, cunoscut azi ca Biblioteca Centrală Universitară „Mihai Eminescu” din Iași, este o clădire monumentală din Iași situată în Piața Mihai Eminescu, pe bulevardul Carol I colț cu strada Păcurari. Clădirea a fost construită în stil neoclasic între anii 1930-1934 pentru a adăposti sediul Fundațiunii Universitare „Regele Ferdinand I” și biblioteca acesteia. După al Doilea Război Mondial clădirea a fost naționalizată, în ea mutându-se Biblioteca Universității. Prin reunirea fondurilor celor două biblioteci a fost creată Biblioteca Centrală Universitară „Mihai Eminescu”.
Clădirea ridicată de Fundațiunea „Regele Ferdinand I” din Iași a fost inclusă pe Lista monumentelor istorice din județul Iași din anul 2015, având codul de clasificare IS-II-m-B-03964.

## Istoric
Fundațiunea „Regele Ferdinand I” a fost creată din inițiativa Regelui Ferdinand I pentru a marca aniversarea a 60 de ani. Statutul legal al Fundației a fost decis printr-o lege aprobată de Adunarea Deputaților și Senatul României în ședințele din 29 octombrie, și, respectiv, 19 noiembrie 1925.
Pentru realizarea scopurilor pe care și le propunea Fundația, două structuri subalterne au fost create în Iași:
- Fundația Universitară „Regele Ferdinand I”,
- Institutul cu internat pentru educația fiicelor de ofițeri.[3]

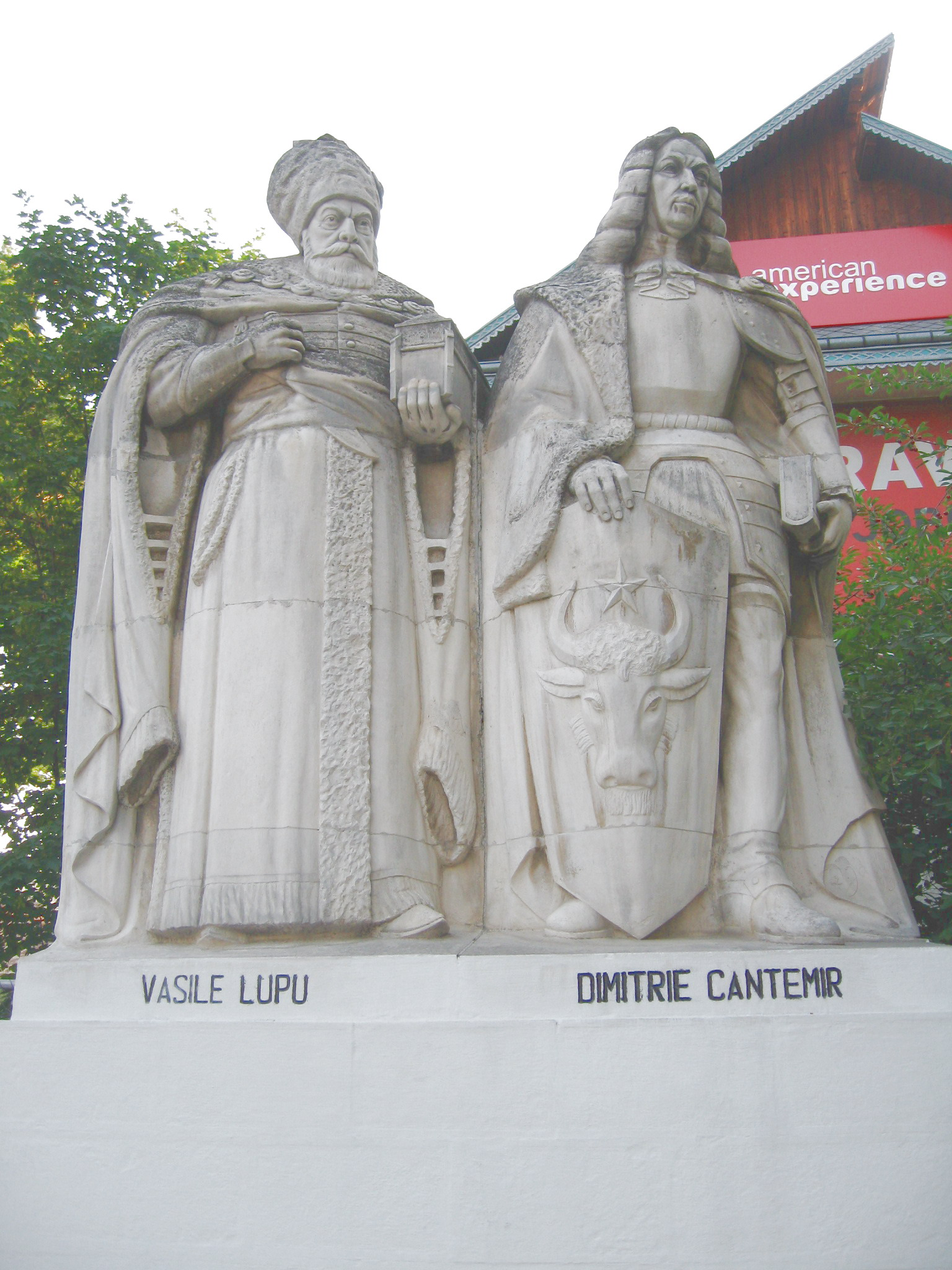
Grupul statuar al voievozilor: Vasile Lupu și Dimitrie Cantemir

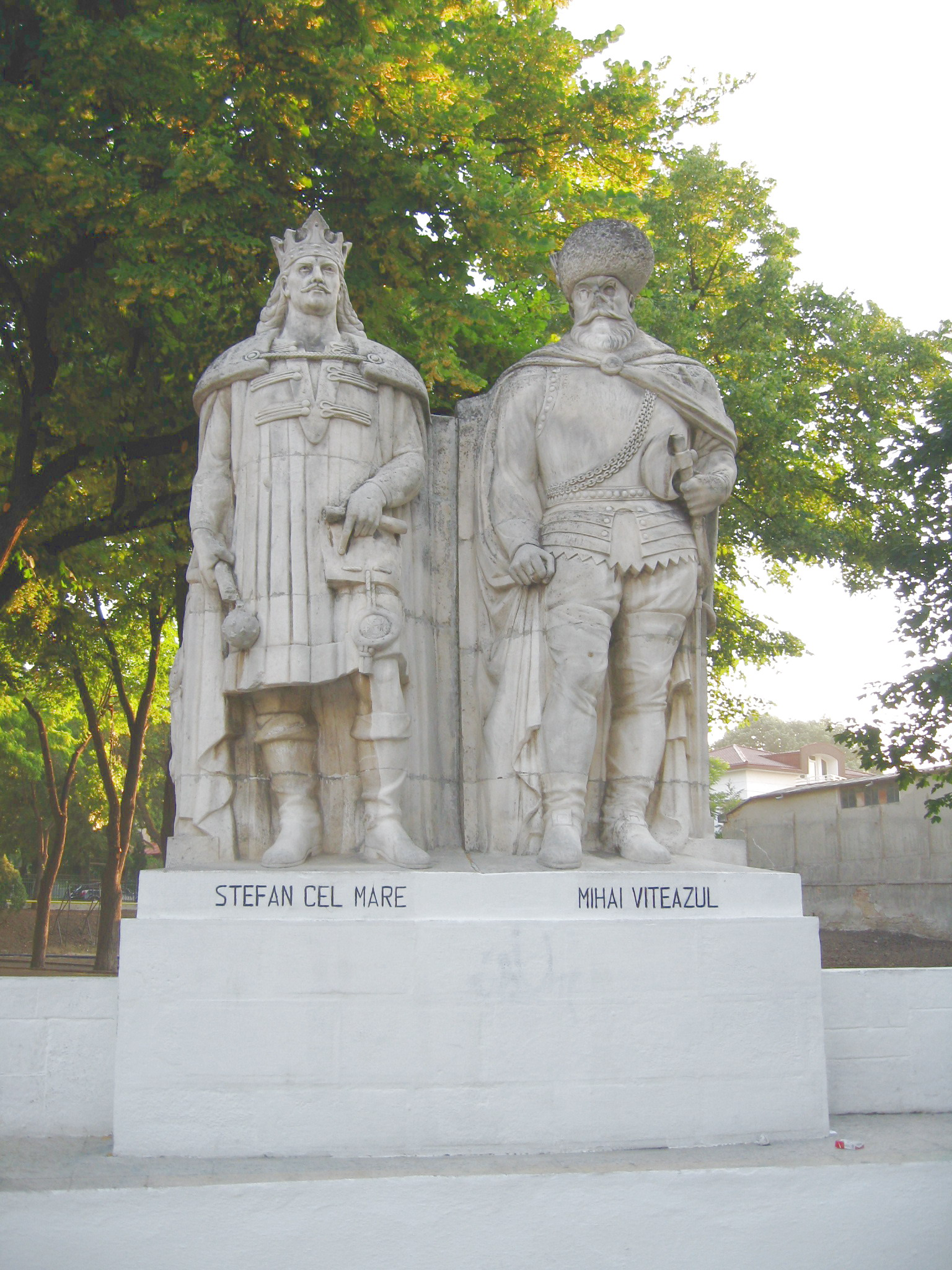
Grupul statuar al voievozilor: Ștefan cel Mare și Mihai Viteazul

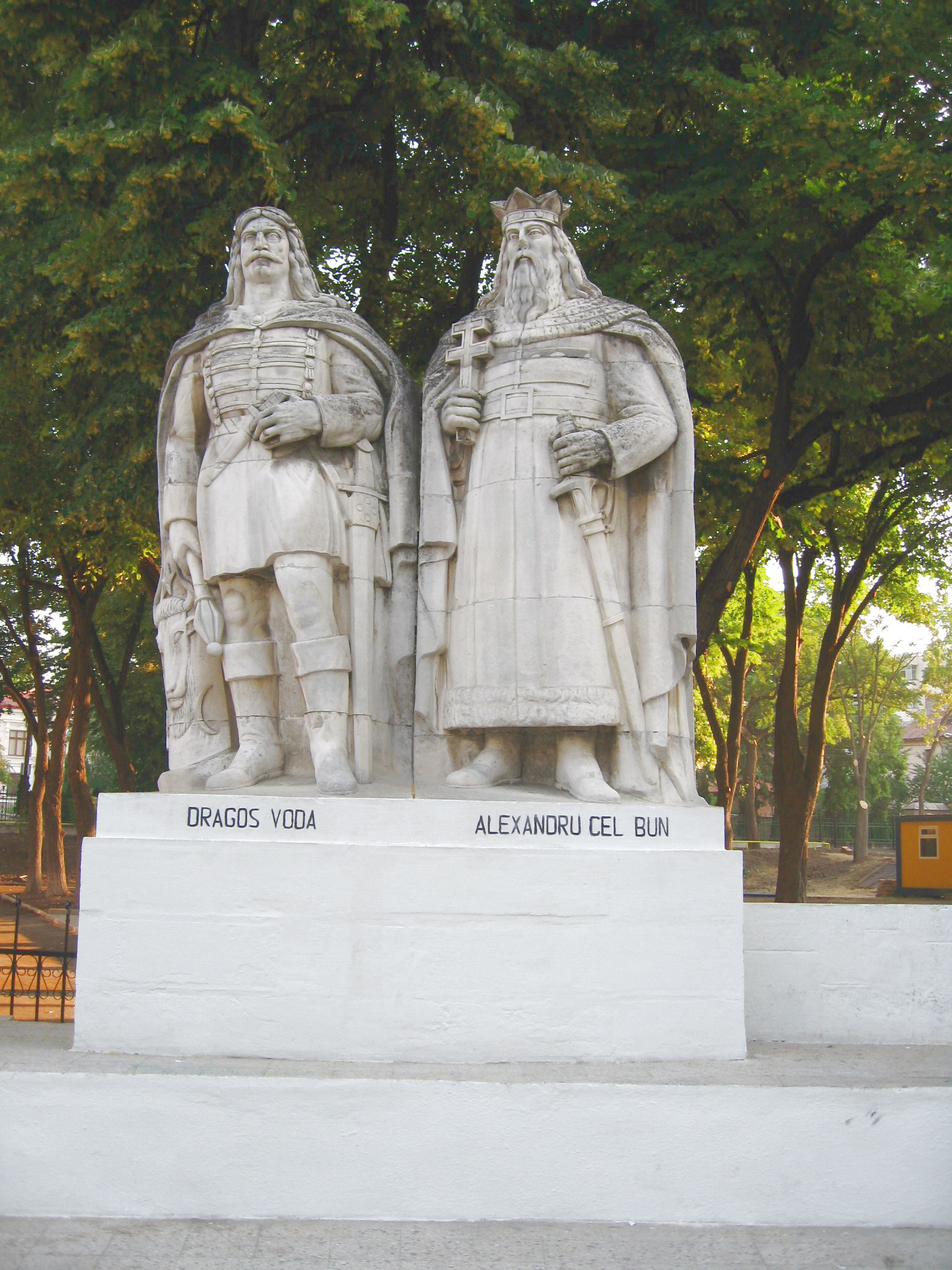
Grupul statuar al voievozilor: Dragoș Vodă și Alexandru cel Bun

Pentru a adăposti sediul Fundației Universitare a fost decisă construirea unei clădiri monumentale într-o zonă centrală a Iașului. În 1928 Fundația a decis cumpărarea unui teren viran situat pe strada Carol colț cu strada Păcurari, teren a cărui suprafață a fost extinsă ulterior prin cumpărarea a aproximativ 1200 m.p. din terenul aflat în proprietatea Bisericii „Cuvioasa Parascheva”, aflată în vecinătate. În imediata vecinătate a acestui teren era situat grupul statuar Monumentul Unirii din Iași, realizat de principesa Olga Sturdza și inaugurat în anul 1927.
Pentru stabilirea planurilor clădirii a fost inițiat un concurs la care au participat mai mulți arhitecți, în final fiind reținute planurile arhitectului Constantin Iotzu. În 1930 Consiliul Fundației a aprobat planurile definitive și s-a trecut la executarea lucrărilor sub conducerea inginerului Emil Prager. Lucrările de construcție s-au derulat între 1930-1934, problemele economice ulterioare împiedicând organizarea unei festivități de inaugurare.
Clădirea monumentală este în stil neoclasic cu o fațadă executată în piatră masivă de Rusciuk. La etaj se află un balcon cu coloane ionice. 
Proiectul inițial prevedea amplasarea în golurile dintre coloanele fațadei sau între coloanele aparente din interior a patru grupuri statuare: Dragoș Vodă și Alexandru cel Bun (sculptor Ioan Iordănescu), Mihai Viteazul și Ferdinand (sculptor Mihai Onofrei), Vasile Lupu și Dimitrie Cantemir (de Ion Jalea), Ștefan cel Mare și Carol I (Ion Dimitriu-Bârlad și I. Iordănescu). Îndoielile privind capacitatea de rezistență a clădirii au determinat ca, în final, statuile voievozilor să fie amplasate în parcul de lângă clădire, spre strada Păcurari.
În anul 1970, cele opt statui au fost mutate din grădina aflată în vecinătatea Casei de Cultură a Studenților, statuile lui Carol I și a lui Ferdinand I fiind înlocuite cu Ioan Vodă cel Viteaz și Petru Rareș, formând astfel grupul statuar cunoscut sub numele de Grupul Statuar al Voievozilor din Iași.

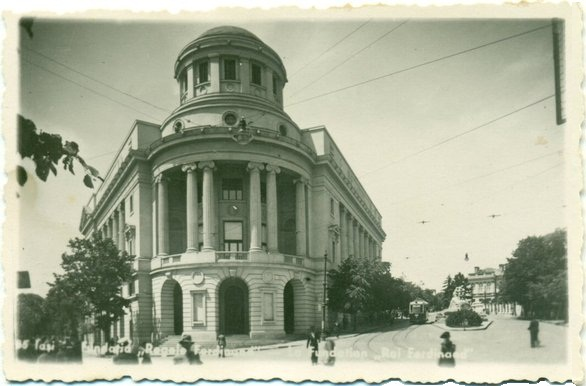
Sediul Fundației Universitare „Regele Ferdinand I”. În partea stângă a imaginii se observă grupul statuar al Monumentului Unirii.

Proiectul prevedea, de asemenea, amplasarea pe fațada clădirii a unor medalioane în relief cu efigiile regelui și reginei, medalioane distruse ulterior, și cu efigiile unor personalități marcante ale spiritualității românești: Ion Neculce și Gheorghe Asachi (realizate de sculptorul Klein), Titu Maiorescu și Bogdan Petriceicu Hașdeu (sculptor Vasile Ionescu-Varo), Mihai Eminescu, Ion Creangă, A.D. Xenopol și Miron Costin (sculptor Richard Hette), Vasile Conta și Petru Poni (sculptor Ion Mateescu).
După al Doilea Război Mondial clădirea a fost naționalizată, în ea mutându-se Biblioteca Universității care a înglobat fondul bibliotecii Fundațiunii Universitare „Regele Ferdinand I”, devenind Biblioteca Centrală Universitară „Mihai Eminescu”.
În 1947, Comisia de armistițiu a ordonat distrugerea Monumentului Unirii aflat în imediata vecinătate. Locul a rămas liber până în 1957 când a fost mutată aici statuia lui Mihai Eminescu, amplasată inițial în fața Universității.